# Прайс, Элизабет
Элизабет Прайс (англ. Elizabeth Price; род. 6 ноября 1966 года) ― британская художница и музыкант. Лауреат премии Тёрнера 2012 года, бывшая вокалистка инди-поп-групп Talulah Gosh и The Carousel.

## Биография
Элизабет Прайс родилась в городе Брадфорд, Западный Йоркшир, Англия в 1966 году. Свои ранние годы она провела в Лутоне и училась сначала в средней школе Путтериджа, а затем окончила Школу рисования и изобразительного искусства Раскина при колледже Иисуса Оксфордского университета.
В 1986 году Прайс стала одной из основательниц оксфордской инди-поп-группы Talulah Gosh, в которой она была одной из вокалисток. Через два года группа распалась.
В 2005 году Прайс была удостоена стипендии Стэнли Пикера Архивная копия от 27 сентября 2019 на Wayback Machine в Кингстонском университете в Лондоне. В 2012 году работала в Художественном центре Высинга. В 2012―2013 годах она была первой художником-резидентом в космической лаборатории Резерфорда Эпплтона в Оксфордшире.
Элизабет Прайс была номинирована на премию Тёрнера в 2012 году; двумя годами ранее она представила три свои видеоинсталляции в Британской галерее Тейт. 3 декабря 2012 года Прайс была объявлена лауреатом премии: жюри присудило её за двадцатиминутную видеоинсталляцию «Хор Вулворта 1979 года» (The Woolworths Choir of 1979). Искусствоведы газеты The Guardian отметили, что «Прайс выделяется фокусом и драйвом в своих работах, их огранкой и атмосферой».
Сама художница говорит, что на каждую из её видеоинсталляций уходит целый год. О своём творчестве она отзывается следующим образом: «Я использую цифровое видео, чтобы попытаться раскрыть расходящиеся силы, которые действуют, когда вы объединяете так много разных технологических историй… Меня интересует видео, как то, что вы ощущаете органами чувств, и как то, что вы можете осознать разумом».

## Выставки
- 2001: Cool Green, Музей современного искусства, Вашингтон, округ Колумбия
- 2004: Boulder, Платформа Художников Джервуда, Джервуд Спейс, Лондон
- 2007: Local Operations, Галерея Серпентайн, Лондон
- 2007: At the House of Mr. X, Галерея Стэнли Пикера Архивная копия от 27 сентября 2019 на Wayback Machine, Университет Кингстона, Лондон
- 2010: Perfect Courses and Glistening Obstacles, Британская галерея Тейт, Лондон
- 2012: Here, BALTIC, Гейтсхед
- 2014: Julia Stoschek Collection, Дюссельдорф
- 2016: A RESTORATION, Музей Эшмола, Оксфорд
- 2016: She Makes Noise, Ла Каза Энседида, Мадрид (Испания)